# Vivendi Games
Vivendi Games fue la empresa propietaria de Blizzard Entertainment y Sierra Entertainment. A su vez, Vivendi Games era una filial de Vivendi.
Vivendi Games fue inicialmente fundada bajo el nombre Vivendi Universal Games luego de que Vivendi comprara Universal Studios a comienzos de la década de 2000. Antes de eso, Vivendi Universal Games era conocida como Universal Interactive Studios.
En 2008, Vivendi Games fue fusionada con Activision para dar lugar a Activision Blizzard.

## Universal Interactive Studios
El estudio inicial, propiedad de Universal Studios antes de que fuera vendido a Vivendi. Universal Interactive Studios fue conocido por publicar y distribuir las series de videojuegos Spyro the Dragon, The Simpsons: Hit & Run, Crash Bandicoot. En 2000, el nombre de Universal Interactive Studios fue recortado a Universal Interactive. En 2000, luego de ser comprada por Vivendi, pasó a llamarse Vivendi Universal Games.